# Лисенко-Шило Галина Миколаївна
Гали́на Микола́ївна Ли́сенко-Ши́ло (1883—1965) — українська викладачка музики і вокалу, громадська діячка.

## Життєпис
Народилася 1883 року в Києві в родині українського композитора Миколи Лисенка та піаністки Ольги Липської.
Закінчила Вищі жіночі курси та Музично-драматичну школу М. В. Лисенка по класу вокалу та фортепіано.
Впродовж 1904–1917 років жила в Єлисаветграді з чоловіком Костем Шилом, викладачем місцевого комерційного училища. Згодом чоловік працював завідувачем відділом Київської філії Держвидаву України (до 1929 року). Був репресований, проходив у так званій справі СВУ.
Брала активну участь у житті української громади, зокрема була завсідницею українських журфіксів (літературно-музичних зустрічей) та «Гуртка друзів театру», які влаштовував у себе вдома нотаріус В. О. Нікітін. Давала приватні уроки музики.
Повернувшись до Києва, викладала вокал і фортепіано в Музично-драматичній школі ім. М. В. Лисенка.
Померла 1965 року в Києві, похована на Новобайковому кладовищі неподалік від могили М. Грінченка — металева огорожа, на білій мармуровій табличці напис «Лисенко-Шило Галина Миколаївна (1883—1965)». За іншими даними померла 1964 року.
Залишила спогади про Лесю Українку («З давнини»). В свою чергу Галину Лисенко згадує і сама Косач в листах до рідних, зокрема 16 листопада 1899 року вона писала сестрі Ользі про участь Галини в народних спектаклях, які ставила акторка Марія Старицька.